# المستشفى الوطني، أبوجا
المستشفى الوطني أبوجا (بالإنجليزية: National Hospital Abuja) أحد أكبر المستشفيات التابعة لحكومة جمهورية نيجيريا الاتحادية. أسس بموجب القانون رقم 36 لعام 1999م.

## تاريخ
أسس في عام 1999م في عهد الرئيس عبد السلام أبوبكر باسم مستشفى النساء والأطفال ( Nationa Hospital for Women and Children - NHWC) بموجب القانون رقم 36 لعام 1999م متضمناً 200 سرير بهدف القيام بخدمات صحية للنساء والأطفال من جميع أنحاء الدولة وأفريقيا جنوب الصحراء تحت إشراف رئاسة الدولة مباشرة. تم توسيع نطاقه في 2000 ليصبح مستشفى للجميع. كما تم تغيير الاسم إلى المستشفى الوطني. في عام 2011، انتقلت إدارة المستشفى من هيئة رئاسة الدولة إلى وزارة الصحة النيجيرية. يتوفر في المستشفى ما يقارب 850 سريرا وأكثر من 2000 موظفاً بما فيهم 120 موظفاً خاصا.

## أقسام
يتضمن المستشفى الموطني أبوجا 27 قمسا ومركزا بما فيها:
1. قسم التخدير والعناية المركزة
2. قسم علم الأمراض الكيميائي
3. قسم طب الأسرة
4. قسم التشريح المرضي
5. قسم أطفال الانابيب
6. المركز الوطني للصدمات
7. قسم الأحياء الدقيقة الطبية.[1]